# Carpathonesticus ljovuschkini
Espèce
Carpathonesticus ljovuschkini est une espèce d'araignées aranéomorphes de la famille des Nesticidae.

## Répartition
Cette espèce est endémique de Ciscaucasie en Russie,.

## Systématique
Le nom valide complet (avec auteur) de ce taxon est Carpathonesticus ljovuschkini (Pichka, 1965).
Carpathonesticus ljovuschkini a pour synonyme : Nesticus ljovuschkini Pichka, 1965.

### Publication originale
- (ru) V. E. Pichka, « O faune paukov peschcher Zapadnovo Zakavkazja ([On the spider fauna of the caves in the west Transcaucasia]) », Zoolicheskii Zhurnal, 1965, vol. 44, p. 1190-1196.